# Houston Dynamo FC
Houston Dynamo FC är en professionell fotbollsklubb i Houston i Texas i USA som spelar i Major League Soccer (MLS). Hemmamatcherna spelas på Shell Energy Stadium.

## Historia
Houston Dynamo uppstod ur spillrorna av San Jose Earthquakes, som hade problem med sin hemmaarena. Dåvarande ägarna Anschutz Entertainment Group (AEG) bestämde sig för att dra sig ur ligan och överflyttade laget, spelarna och övrig personal till Houston. Man fick dock inte tillräkna sig Earthquakes historia och statistik, utan Dynamo fick starta om från början.
Ursprungligen var tanken att klubben skulle heta Houston 1836 efter året då staden grundades. På grund av politiska påtryckningar ändrades dock namnet eftersom den spansktalande befolkningen, som var den primära målgruppen, hotade med bojkott då dessa ansåg att 1836 gav fel signaler. Många av deras förfäder dog i kriget som ledde till skapandet av Republiken Texas 1836.
Redan under den första säsongen 2006 vann klubben ligamästerskapet MLS Cup, en bedrift som tidigare bara klarats av DC United och Chicago Fire. 2007 vann man MLS Cup igen.
Klubben vann 2018 för första gången US Open Cup.
I slutet av 2020 bytte klubben officiellt namn till Houston Dynamo Football Club och bytte samtidigt logotyp.

## Spelartrupp
| Nr | Land        | Pos | Namn                                        |
| -- | ----------- | --- | ------------------------------------------- |
| 3  | Sverige     | F   | Adam Lundqvist                              |
| 4  | Puerto Rico | F   | Zarek Valentin                              |
| 5  | USA         | F   | Tim Parker                                  |
| 8  | USA         | MF  | Memo Rodríguez                              |
| 9  | Paraguay    | A   | Sebastián Ferreira                          |
| 10 | USA         | MF  | Fafà Picault                                |
| 11 | USA         | MF  | Corey Baird                                 |
| 12 | USA         | MV  | Steve Clark                                 |
| 13 | USA         | F   | Ethan Bartlow                               |
| 14 | USA         | MF  | Joe Corona                                  |
| 17 | Zimbabwe    | F   | Teenage Hadebe                              |
| 19 | Kanada      | A   | Tyler Pasher                                |
| 20 | Panama      | MF  | Adalberto Carrasquilla (lån från Cartagena) |
| 21 | USA         | MF  | Derrick Jones                               |

| Nr | Land        | Pos | Namn             |
| -- | ----------- | --- | ---------------- |
| 22 | Argentina   | MF  | Matías Vera      |
| 23 | Colombia    | A   | Darwin Quintero  |
| 24 | El Salvador | MF  | Darwin Cerén     |
| 26 | USA         | MV  | Michael Nelson   |
| 27 | USA         | MF  | Marcelo Palomino |
| 29 | USA         | F   | Sam Junqua       |
| 30 | USA         | MF  | Ian Hoffmann     |
| 31 | USA         | A   | Nico Lemoine     |
| 32 | USA         | MF  | Juan Castilla    |
| 33 | El Salvador | MF  | Daniel Ríos      |
| 34 | Island      | A   | Thor Úlfarsson   |
| -  | USA         | MF  | Brooklyn Raines  |
| -  | USA         | F   | Daniel Steres    |
| -  | Brasilien   | F   | Zeca             |

### Utlånade spelare
| Nr | Land      | Pos | Namn                                             |
| -- | --------- | --- | ------------------------------------------------ |
| -  | Argentina | A   | Mateo Bajamich (i Huracán till 31 december 2022) |